# معركة دافيديف بريد
معركة دافيديف بريد كانت هجوما مضادا أوكرانيا خلال الغزو الروسي لأوكرانيا عام 2022 رداً على هجوم جنوب أوكرانيا الذي حاولت فيه القوات الأوكرانية استعادة إقليم خيرسون المحتل. بدأ الهجوم المضاد في 27 مايو 2022 وكان مركزه في قرية دافيديف بيرد، التي استعادت أوكرانيا السيطرة عليها، ومع ذلك تم صدهم فوق نهر إنهيلوس بحلول 16 يونيو 2022.

## خلفية
في 24 فبراير 2022، غزت روسيا أوكرانيا، في تصعيد حاد للحرب الروسية الأوكرانية، التي بدأت في عام 2014. تسبب الغزو في أزمة اللاجئين الأسرع نموًا في أوروبا منذ الحرب العالمية الثانية،  بأكثر من 6.5 مليون أوكراني فروا من البلاد  ونزح ثلث السكان. من 24 فبراير إلى 1 مارس، استولت القوات الروسية على معظم خيرسون أوبلاست، بما في ذلك مدينتي بيرديانسك وميليتوبول.
في 2 مارس، استولت القوات الروسية على خيرسون، وهي أول مدينة أوكرانية كبرى تحتلها روسيا خلال الغزو. في مارس، حاولت القوات الروسية اختراق ميكولايف أوبلاست، لكن تم صدها بحلول بداية أبريل. بعد صد القوات الروسية في معركة ميكولايف دخلت جبهة خيرسون - ميكولايف في حالة جمود.

## المعركة
بعد ظهر يوم 27 مايو، شنت أوكرانيا هجومًا مضادًا ضد خيرسون أوبلاست في اتجاه دافيديف بيرد. عبرت التشكيلات الأوكرانية، بقيادة لواء الدبابات الخامس، بدعم من مدافع هاوتزر ام 777 الأمريكية، نهر إنهيلوس خلال ليلة 27/28 مايو حول دافيديف بيرد، على بعد 50 ميلاً شمال شرق خيرسون. انسحب الروس من دافيديف بريد إلى ثلاث بلدات على بعد أميال قليلة إلى الجنوب الغربي، ووصفت هيئة الأركان العامة الأوكرانية دفاعها بأنه «غير موات». أكدت تقارير جديدة في اليوم التالي أن القوات الأوكرانية نفذت هجومًا مضادًا محدودًا ناجحًا، مما أجبر القوات الروسية على اتخاذ موقف دفاعي. ربما كان هذا الهجوم المضاد الأوكراني يهدف إلى تعطيل جهود روسيا لإنشاء مواقع دفاعية قوية على طول المحور الجنوبي ولإبطاء جهود روسيا لتعزيز السيطرة الإدارية على جنوب أوكرانيا.
في 31 مايو، أظهرت صور الأقمار الصناعية أن القوات الروسية قد انسحبت من دافيديف بيرد وأقامت مواقع حول المدينة في الأيام القليلة الماضية. ولم يتضح في ذلك الوقت ما إذا كانت القوات الأوكرانية قد دخلت البلدة أو كانت لها مواقع بالقرب من أندرييفكا وبيلوهيركا. ومع ذلك، في مساء اليوم نفسه، تصاعدت المعارك بين القوات الروسية والأوكرانية. في الليلة بين 31 مايو و1 يونيو، أعلنت مصادر أوكرانية أن القوات الأوكرانية استولت على بلدة دافيديف بريد.
استمرت المعارك الضارية بين القوات الأوكرانية والروسية للسيطرة على دافيديف بريد في النصف الأول من شهر يونيو مع عدم تمكن أي من الطرفين من السيطرة الكاملة. أصبحت الضربات المدفعية شائعة على كلا الجانبين. أعقب الهجوم المضاد الأوكراني سلسلة من الإجراءات الحزبية من قبل النشطاء المؤيدين لأوكرانيا، مما أدى إلى تكثيف الإجراءات من قبل أعضاء جهاز الأمن الفيدرالي الروسي في منطقة خيرسون. في 6 يونيو، أفادت مصادر روسية أن الجسر الأوكراني في دافيديف بيرد قد دمر وأن القوات الأوكرانية تراجعت فوق نهر إنهيلوس، وهو ما أكده معهد دراسة الحرب (ISW) بعد أسبوعين، مؤكدا أن القوات الروسية استعادت السيطرة على الضفة الشرقية للنهر.
في 13 يونيو، ورد أن القوات الأوكرانية لا تزال تخوض قتالًا عنيفًا مع القوات الروسية بالقرب من دافديف بريد. زعم القادة الأوكرانيون أن قواتهم أجبرت القوات الروسية تدريجياً على التراجع وكانت تختبر خط دفاعها الثاني والثالث،  وهو الأمر الذي نفاه فيما بعد معهد دراسة الحرب. استمر القصف المدفعي فوق النهر بين 17 و21 يونيو، حيث أُفيد أن القوات الروسية دفعت القوات الأوكرانية للتراجع في وقت ما قبل 17 يونيو.